# Nalin

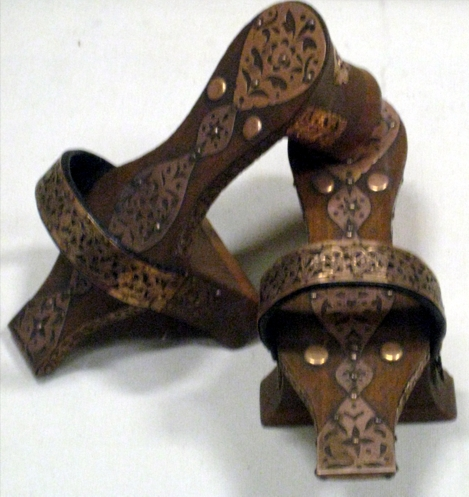
Nalins

Een nalin is een soort op patijns lijkende houten klompschoen, die traditioneel in de hamam als badslipper gebruikt wordt. Deze worden zowel door de tellak als de baders gedragen om uitglijden op de natte en gladde vloer te voorkomen.
Voor rijke mensen waren de nalins een statussymbool. Ze waren dan vaak ingelegd met sierlijk bewerkt zilver, goud en parels.